# 行巡
行 巡（こう じゅん、生没年不詳）は、中国の新代から後漢時代初期にかけての武将・政治家。涼州天水郡平襄県の人。

## 事跡
| 姓名           | 行巡             |
| 時代           | 新代 - 後漢時代  |
| 生没年         | 〔不詳〕         |
| 字・別号       | 〔不詳〕         |
| 本貫・出身地等 | 涼州天水郡平襄県 |
| 職官           | 大将軍〔隗囂〕   |
| 爵位・号等     | -                |
| 陣営・所属等   | 隗囂             |
| 家族・一族     | 〔不詳〕         |

隴右に割拠した新末後漢初の群雄の一人の隗囂の配下である。隗囂が挙兵して名声を高めると、行巡もその配下に加わり、大将軍に任命されている。
建武6年（30年）夏、隗囂は光武帝に反逆して、蜀（成家）の公孫述討伐のために隴右入りした耿弇らの漢軍を駆逐し、さらにその勢いを駆って、行巡と王元に三輔を攻撃させた。しかし、行巡が漢軍の馮異の前に敗北するなどして、この進攻は失敗に終わっている。建武7年（31年）、隗囂は公孫述陣営に加わり、朔寧王に封じられた。
建武8年（32年）春、漢の来歙が略陽（天水郡）を奇襲して攻め落とすと、行巡は隗囂の命により番須口を守ることで他の漢軍の進攻に備え、隗囂は略陽を包囲攻撃したが、数カ月経っても陥落せず、光武帝の親征を受けて敗走する。さらに漢に降った王遵の工作により、隗囂軍は次々と切り崩され窮地に陥り、隗囂が西城（隴西郡）に追い込まれてしまった。この時、王元が蜀から5千人余りの援軍を借りて救援に駆けつけると、行巡も周宗と共にこれに合流して隗囂の救援に向かった。漢軍との激戦の末、行巡らはついに隗囂を救出し、冀県（天水郡）へ退却することに成功している。また、漢軍も兵糧不足のため撤退し、安定・北地・天水・隴西の各郡は再び隗囂に帰属した。
建武9年（33年）1月、冀県で隗囂が病死したため、行巡は、王元・周宗らと共に、その遺児の隗純を後継の朔寧王として擁立した。しかし建武10年（34年）10月、隗純らは来歙に落門聚（天水郡冀県）で敗北し、行巡は、隗純・周宗らと共に漢に降伏した。
これ以後、行巡の名は、史書に見えない。